# Краковская филармония имени Кароля Шимановского
 Памятник культуры Малопольского воеводства: регистрационный номер А-706 от 1 октября 1986 года.

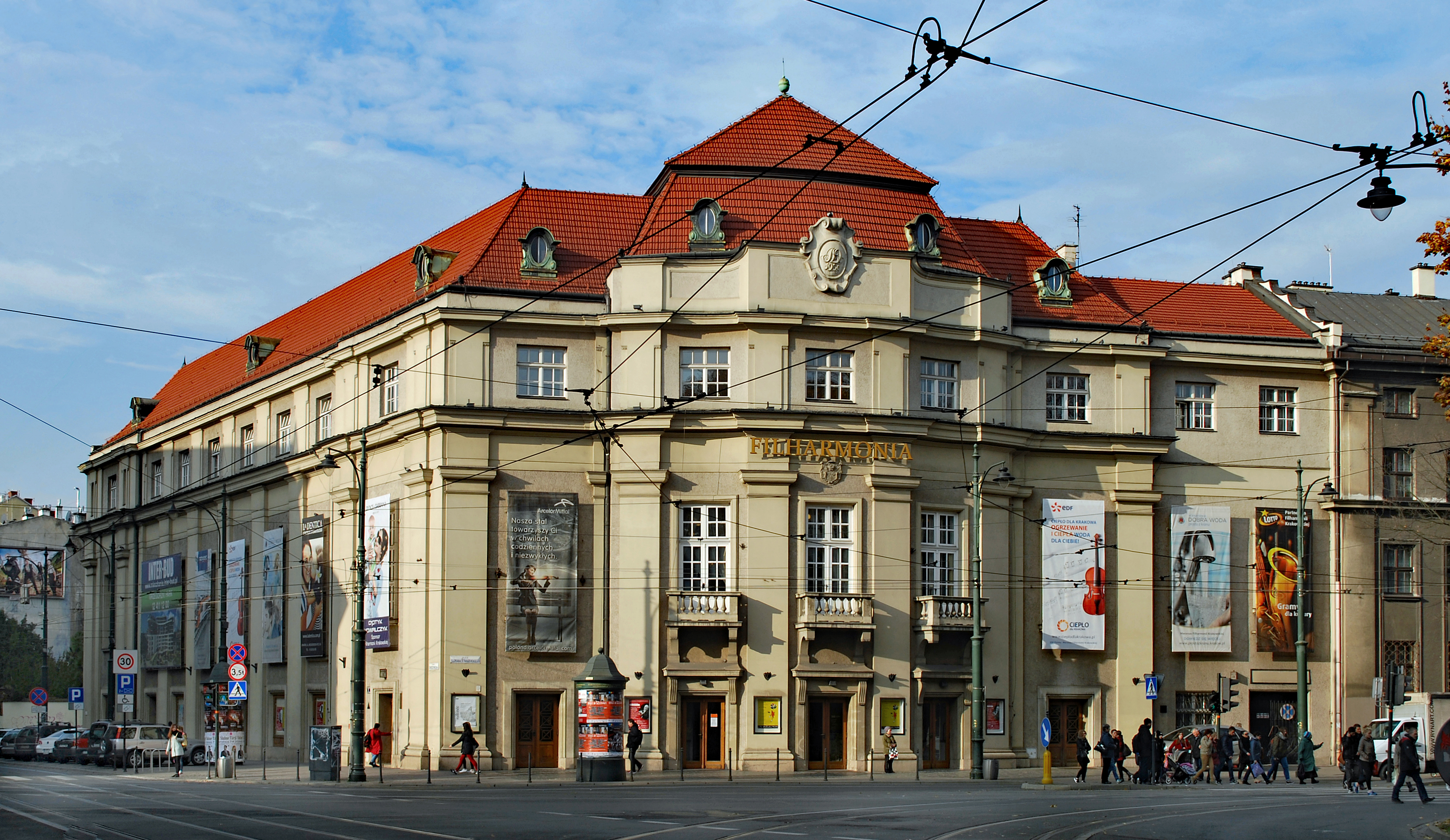
Здание Краковской филармонии

Краковская филармония имени Кароля Шимановского (пол. Filharmonia im. Karola Szymanowskiego w Krakowie) — филармония в Кракове (Польша), основанная в 1945 году. Первый концерт Краковского филармонического оркестра состоялся 3 февраля 1945 года. С 1962 года филармония носит имя композитора Кароля Шимановского. Здание филармонии является памятником культуры Малопольского воеводства.

## Коллективы

### Хоры
В 1945 году наряду с оркестром в составе филармонии был образован смешанный хор. В 1950 году он стал профессиональным, в 1951 году был удостоенный премии на Первом фестивале польской музыки в Варшаве. Хор специализируется на исполнении ораторий и иных крупных вокально-симфонических произведений, а также принимает участие в записи оперных спектаклей и в работе над саундтреками — в частности, хор участвовал в записи музыки к фильму Ф. Ф. Копполы «Дракула» (1992).
В 1951 году в составе филармонии был создан Краковский хор мальчиков. 
На протяжении долгого времени, с самого начала музыкальной карьеры композитора, филармонию связывало творческое содружество с Кшиштофом Пендерецким (1933—2020). 22 апреля 1966 года оркестр и оба хора филармонии под управлением дирижёра Генрика Чижа представили польскую премьеру «Страстей по Луке» Пендерецкого. Хор мальчиков также участвовал в исполнении таких произведений композитора, как «Магнификат» и «Кредо». Специально для этого хора Пендерецкий создал произведение a cappella «Benedictus», премьера которого состоялась в 2003 году.
Оба коллектива участвовали в записи «Страстей по Луке» Кшиштофа Пендерецкого (дирижёры Генрик Чиж и Витольд Ровицкий, 1967), записи Третей симфонии и адажио из Десятой симфонии Густава Малера (дирижёр Антоний Вит, 1994). Хор мальчиков также участвовал в записях «Магнификат» Пендерецкого (под управлением автора, 1975), оперы «Борис Годунов» (дирижёр Ежи Семкув, 1977), саундтрека композитора Збигнева Прейснера к фильму Агнешки Холланд «Таинственный сад» (1993).
В филармонии также работает ряд камерно-инструментальных ансамблей.

## Здание
Здание филармонии было построено в 1931 году по инициативе краковского архиепископа Адама Стефана Сапеги в качестве общественно-религиозного центра Католической церкви. Автором проекта стал архитектора Юзеф Покутыньский. Большой концертный зал в его нынешнем состоянии рассчитан на 693 зрителя. В 1991 году в зале случился пожар, во время которого был повреждён орган. В 1996 году был установлен новый орган немецкой фирмы Johannes Klais Orgelbau. 
Золотой и Голубой залы используются для камерного музицирования. В последнем 15 октября 1938 года впервые выступил со своими стихами молодой поэт Кароль Войтыла (впоследствии папа Иоанн Павел II).
1 октября 1986 года здание филармонии было внесено в реестр памятников культуры Малопольского воеводства (№ A — 706).